# Liste des monuments historiques de l'Oise (ouest)
Cet article recense les monuments historiques de l'ouest de l'Oise, en France (communes des arrondissements de Beauvais et Clermont).
Du fait du nombre de protections dans la seule commune de Beauvais, elle dispose d'une liste à part : voir la liste des monuments historiques de Beauvais.

## Liste

### A
| Monument                                       | Commune           | Adresse                 | Coordonnées                      | Notice                        | Protection     | Date      | Illustration                                   |
| ---------------------------------------------- | ----------------- | ----------------------- | -------------------------------- | ----------------------------- | -------------- | --------- | ---------------------------------------------- |
| Abbaye de Beaupré                              | Achy              |                         | 49° 33′ 49″ nord, 1° 57′ 53″ est | « PA00114472 »                | Inscrit        | 1988      | Abbaye de Beaupré                              |
| Moulin à blé de Beaupré                        | Achy              |                         | 49° 33′ 49″ nord, 1° 57′ 53″ est | « IA60001598 »                | Inscrit        | 1988      | Image manquante Téléverser                     |
| Église Saint-Léger d'Agnetz                    | Agnetz            | Rue de l'église         | 49° 22′ 56″ nord, 2° 23′ 06″ est | « PA00114474 »                | Classé         | 1850      | Église Saint-Léger d'Agnetz                    |
| Ferme de Saint-Rémy-l'Abbaye                   | Agnetz            | Rue de l'abbaye         | 49° 23′ 59″ nord, 2° 23′ 38″ est | « PA00114475 »                | Classé         | 1966      | Ferme de Saint-Rémy-l'Abbaye                   |
| Église Notre-Dame de l'Annonciation d'Allonne  | Allonne           |                         | 49° 24′ 16″ nord, 2° 06′ 45″ est | « PA00114476 »                | Classé         | 1862 2006 | Église Notre-Dame de l'Annonciation d'Allonne  |
| Église Saint-Martin d'Amblainville             | Amblainville      |                         | 49° 12′ 04″ nord, 2° 07′ 12″ est | « PA00114477 »                | Classé         | 1982      | Église Saint-Martin d'Amblainville             |
| Parc du domaine de Sandricourt                 | Amblainville      |                         | 49° 12′ 14″ nord, 2° 08′ 20″ est | « PA00114990 » « PA00114991 » | Inscrit        | 1991      | Parc du domaine de Sandricourt                 |
| Prieuré de la Trinité du Fay                   | Amblainville      |                         | 49° 12′ 03″ nord, 2° 07′ 13″ est | « PA00114478 »                | Inscrit        | 1988      | Prieuré de la Trinité du Fay                   |
| Église Saint-Vaast d'Angicourt                 | Angicourt         |                         | 49° 18′ 41″ nord, 2° 30′ 16″ est | « PA00114479 »                | Classé         | 1862      | Église Saint-Vaast d'Angicourt                 |
| Église Saint-Nicolas d'Angy                    | Angy              |                         | 49° 19′ 43″ nord, 2° 19′ 36″ est | « PA00114480 »                | Classé         | 1862      | Église Saint-Nicolas d'Angy                    |
| Église Saint-Lucien d'Ansacq                   | Ansacq            |                         | 49° 20′ 41″ nord, 2° 21′ 37″ est | « PA00114481 »                | Inscrit        | 1927      | Église Saint-Lucien d'Ansacq                   |
| Château d'Anserville                           | Anserville        |                         | 49° 13′ 38″ nord, 2° 12′ 28″ est | « PA00114981 »                | Inscrit        | 1990      | Château d'Anserville                           |
| Forge d'Auchy-la-Montagne                      | Auchy-la-Montagne |                         | 49° 34′ 30″ nord, 2° 06′ 53″ est | « PA00114484 »                | Inscrit        | 1986      | Image manquante Téléverser                     |
| Musée de la céramique architecturale d'Auneuil | Auneuil           | Avenue du Maréchal-Foch | 49° 22′ 18″ nord, 1° 59′ 26″ est | « PA00114485 »                | Inscrit Classé | 1991      | Musée de la céramique architecturale d'Auneuil |
| Église Saint-Martin de Saint-Martin-le-Nœud    | Aux-Marais        | Saint-Martin-le-Nœud    | 49° 24′ 36″ nord, 2° 03′ 05″ est | « PA00114737 »                | Classé         | 1930      | Église Saint-Martin de Saint-Martin-le-Nœud    |
| Église Saint-Lucien d'Avrechy                  | Avrechy           |                         | 49° 26′ 52″ nord, 2° 25′ 34″ est | « PA00114489 »                | Classé         | 1950      | Église Saint-Lucien d'Avrechy                  |

### B
| Monument                                           | Commune                                    | Adresse                                          | Coordonnées                                      | Notice                                           | Protection                                       | Date                                             | Illustration                                       |
| -------------------------------------------------- | ------------------------------------------ | ------------------------------------------------ | ------------------------------------------------ | ------------------------------------------------ | ------------------------------------------------ | ------------------------------------------------ | -------------------------------------------------- |
| Ferme d'Éraine                                     | Bailleul-le-Soc                            |                                                  | 49° 26′ 01″ nord, 2° 35′ 19″ est                 | « PA00114490 »                                   | Inscrit                                          | 1988                                             | Ferme d'Éraine                                     |
| Ferme d'Éreuse                                     | Bailleul-le-Soc                            |                                                  | 49° 25′ 30″ nord, 2° 35′ 36″ est                 | « PA00114975 »                                   | Inscrit                                          | 1989                                             | Ferme d'Éreuse                                     |
| Ferme de Saint-Julien-Le-Pauvre                    | Bailleul-le-Soc                            |                                                  | 49° 24′ 37″ nord, 2° 36′ 10″ est                 | « PA00114491 »                                   | Inscrit                                          | 1987                                             | Ferme de Saint-Julien-Le-Pauvre                    |
| Château de Bailleul-sur-Thérain                    | Bailleul-sur-Thérain                       | 13 rue Gravier                                   | 49° 23′ 06″ nord, 2° 12′ 47″ est                 | « PA00114492 »                                   | Inscrit                                          | 1961                                             | Château de Bailleul-sur-Thérain                    |
| Oppidum de Bailleul-sur-Thérain                    | Bailleul-sur-Thérain                       | Mont César                                       | 49° 23′ 03″ nord, 2° 14′ 34″ est                 | « PA00114493 »                                   | Inscrit                                          | 1979                                             | Oppidum de Bailleul-sur-Thérain                    |
| Abbaye de Marcheroux                               | Beaumont-les-Nonains                       |                                                  | 49° 18′ 20″ nord, 2° 01′ 42″ est                 | « PA00135573 »                                   | Inscrit                                          | 1995                                             | Abbaye de Marcheroux                               |
|                                                    | Beauvais                                   | Voir liste des monuments historiques de Beauvais | Voir liste des monuments historiques de Beauvais | Voir liste des monuments historiques de Beauvais | Voir liste des monuments historiques de Beauvais | Voir liste des monuments historiques de Beauvais | Voir liste des monuments historiques de Beauvais   |
| Château d'Auteuil                                  | Berneuil-en-Bray                           |                                                  | 49° 20′ 55″ nord, 2° 04′ 40″ est                 | « PA60000069 »                                   | Inscrit                                          | 2007                                             | Château d'Auteuil                                  |
| Église Saint-Germain de Berneuil-en-Bray           | Berneuil-en-Bray                           |                                                  | 49° 20′ 55″ nord, 2° 03′ 59″ est                 | « PA00114520 »                                   | Classé Inscrit                                   | 1980                                             | Église Saint-Germain de Berneuil-en-Bray           |
| Église Saint-Martin de Blacourt                    | Blacourt                                   | 1 place Yvonne-Genty                             | 49° 27′ 55″ nord, 1° 51′ 40″ est                 | « PA60000107 »                                   | Inscrit                                          | 2023                                             | Église Saint-Martin de Blacourt                    |
| Château de Boissy-le-Bois                          | Boissy-le-Bois                             |                                                  | 49° 16′ 44″ nord, 1° 56′ 27″ est                 | « PA60000043 »                                   | Inscrit                                          | 2002                                             | Château de Boissy-le-Bois                          |
| Église Notre-Dame de la Nativité de Boissy-le-Bois | Boissy-le-Bois                             |                                                  | 49° 16′ 44″ nord, 1° 56′ 27″ est                 | « PA60000044 »                                   | Inscrit                                          | 2002                                             | Église Notre-Dame de la Nativité de Boissy-le-Bois |
| Église Saint-Nicolas de Bonneuil-les-Eaux          | Bonneuil-les-Eaux                          | Rue de l'Église                                  | 49° 40′ 44″ nord, 2° 13′ 53″ est                 | « PA60000003 »                                   | Inscrit                                          | 1997                                             | Église Saint-Nicolas de Bonneuil-les-Eaux          |
| Prieuré Saint-Nicolas de Bonneuil-les-Eaux         | Bonneuil-les-Eaux                          | Rue aux Prêtres                                  | 49° 40′ 45″ nord, 2° 13′ 51″ est                 | « PA60000013 »                                   | Inscrit                                          | 1998                                             | Prieuré Saint-Nicolas de Bonneuil-les-Eaux         |
| Église Saint-Denis de Bornel                       | Bornel                                     |                                                  | 49° 11′ 51″ nord, 2° 12′ 28″ est                 | « PA00114539 »                                   | Inscrit                                          | 1927                                             | Église Saint-Denis de Bornel                       |
| Église Saint-Gilles-Saint-Leu de Boubiers          | Boubiers                                   |                                                  | 49° 13′ 23″ nord, 1° 52′ 32″ est                 | « PA00114540 »                                   | Classé                                           | 1943                                             | Église Saint-Gilles-Saint-Leu de Boubiers          |
| Église Saint-Étienne de Bouconvillers              | Bouconvillers                              |                                                  | 49° 10′ 34″ nord, 1° 54′ 09″ est                 | « PA00114541 »                                   | Inscrit                                          | 1927                                             | Église Saint-Étienne de Bouconvillers              |
| Château de Boury                                   | Boury-en-Vexin                             |                                                  | 49° 14′ 24″ nord, 1° 44′ 21″ est                 | « PA00114545 »                                   | Classé                                           | 1931                                             | Château de Boury                                   |
| Église Saint-Germain de Boury-en-Vexin             | Boury-en-Vexin                             |                                                  | 49° 14′ 27″ nord, 1° 44′ 14″ est                 | « PA60000033 »                                   | Inscrit                                          | 2000                                             | Église Saint-Germain de Boury-en-Vexin             |
| Croix de cimetière de Boutencourt                  | Boutencourt                                |                                                  | 49° 19′ 09″ nord, 1° 51′ 45″ est                 | « PA00114546 »                                   | Classé                                           | 1913                                             | Croix de cimetière de Boutencourt                  |
| Église Saint-Rieul de Brenouille                   | Brenouille                                 |                                                  | 49° 18′ 19″ nord, 2° 32′ 21″ est                 | « PA00114547 »                                   | Inscrit                                          | 1927                                             | Église Saint-Rieul de Brenouille                   |
| Château de Bresles                                 | Bresles                                    |                                                  | 49° 24′ 33″ nord, 2° 15′ 08″ est                 | « PA00114548 »                                   | Inscrit                                          | 1986                                             | Château de Bresles                                 |
| Église Saint-Gervais-et-Saint-Prothais de Bresles  | Bresles                                    |                                                  | 49° 24′ 32″ nord, 2° 15′ 11″ est                 | « PA00114549 »                                   | Classé                                           | 1988                                             | Église Saint-Gervais-et-Saint-Prothais de Bresles  |
| Abbaye Notre-Dame de Breteuil                      | Breteuil                                   |                                                  | 49° 37′ 51″ nord, 2° 17′ 47″ est                 | « PA00114550 »                                   | Classé Inscrit                                   | 1883 1996                                        | Abbaye Notre-Dame de Breteuil                      |
| Entrepôt à vins Cappronnier                        | Breteuil                                   | 19 rue d'Amiens                                  | 49° 38′ 03″ nord, 2° 17′ 38″ est                 | « PA00132912 »                                   | Inscrit                                          | 1994                                             | Entrepôt à vins Cappronnier                        |
| Maison natale d'Hippolyte Bayard                   | Breteuil                                   | 4 place Bayard                                   | 49° 37′ 54″ nord, 2° 17′ 45″ est                 | « PA60000045 »                                   | Inscrit                                          | 2002                                             | Maison natale d'Hippolyte Bayard                   |
| Château des Étournelles                            | Breuil-le-Sec                              | Place du Carrouel                                | 49° 22′ 18″ nord, 2° 26′ 59″ est                 | « PA60000060 »                                   | Inscrit                                          | 2004                                             | Château des Étournelles                            |
| Ferme des Étournelles                              | Breuil-le-Sec                              | Place du Carrouel                                | 49° 22′ 18″ nord, 2° 26′ 59″ est                 | « PA00114552 »                                   | Inscrit                                          | 1988                                             | Ferme des Étournelles                              |
| Ponts de Fascines                                  | Breuil-le-Sec également sur Breuil-le-Vert | Les Prairie du Bosquet Etournelles               | 49° 22′ 16″ nord, 2° 26′ 30″ est                 | « PA00114553 »                                   | Inscrit                                          | 1936                                             | Image manquante Téléverser                         |
| Église Saint-Martin de Breuil-le-Vert              | Breuil-le-Vert                             |                                                  | 49° 21′ 37″ nord, 2° 26′ 14″ est                 | « PA00114554 »                                   | Classé                                           | 1921                                             | Église Saint-Martin de Breuil-le-Vert              |
| Ponts de Fascines                                  | Breuil-le-Vert également sur Breuil-le-Sec | Grande Pièce Prés d'Auvillers                    | 49° 22′ 16″ nord, 2° 26′ 30″ est                 | « PA00114555 »                                   | Inscrit                                          | 1936                                             | Image manquante Téléverser                         |
| Église Saint-Michel de Brunvillers-la-Motte        | Brunvillers-la-Motte                       |                                                  | 49° 32′ 55″ nord, 2° 27′ 00″ est                 | « PA00114556 »                                   | Classé                                           | 1922                                             | Église Saint-Michel de Brunvillers-la-Motte        |
| Église Saint-Martin de Bulles                      | Bulles                                     |                                                  | 49° 27′ 29″ nord, 2° 19′ 36″ est                 | « PA60000080 »                                   | Inscrit                                          | 2011                                             | Église Saint-Martin de Bulles                      |
| Église Saint-Lucien de Bury                        | Bury                                       |                                                  | 49° 18′ 48″ nord, 2° 20′ 39″ est                 | « PA00114557 »                                   | Classé                                           | 1862                                             | Église Saint-Lucien de Bury                        |

### C
| Monument                                                           | Commune                | Adresse                      | Coordonnées                      | Notice         | Protection            | Date           | Illustration                                                      |
| ------------------------------------------------------------------ | ---------------------- | ---------------------------- | -------------------------------- | -------------- | --------------------- | -------------- | ----------------------------------------------------------------- |
| Calvaire de Cambronne-lès-Clermont                                 | Cambronne-lès-Clermont | Place de l'Église            | 49° 19′ 50″ nord, 2° 23′ 55″ est | « PA00114559 » | Inscrit               | 1927           | Calvaire de Cambronne-lès-Clermont                                |
| Église Saint-Étienne de Cambronne-lès-Clermont                     | Cambronne-lès-Clermont | Rue de Clermont              | 49° 19′ 50″ nord, 2° 23′ 55″ est | « PA00114560 » | Classé                | 1875           | Église Saint-Étienne de Cambronne-lès-Clermont                    |
| Grange de Grandmesnil                                              | Campremy               | Grandmesnil                  | 49° 33′ 39″ nord, 2° 20′ 20″ est | « PA00114562 » | Inscrit               | 1988           | Grange de Grandmesnil                                             |
| Église Saint-Michel-et-Saint-Vaast de Catenoy                      | Catenoy                |                              | 49° 22′ 02″ nord, 2° 30′ 38″ est | « PA00114564 » | Classé                | 1913           | Église Saint-Michel-et-Saint-Vaast de Catenoy                     |
| Oppidum de Catenoy                                                 | Catenoy                | Camp de César                | 49° 21′ 29″ nord, 2° 29′ 27″ est | « PA00114565 » | Inscrit               | 1988           | Image manquante Téléverser                                        |
| Église Saint-Denis de Catheux                                      | Catheux                | Rue Principale               | 49° 39′ 10″ nord, 2° 07′ 18″ est | « PA60000084 » | Inscrit               | 2013           | Église Saint-Denis de Catheux                                     |
| Église Saint-Nicolas de Catillon                                   | Catillon-Fumechon      | Catillon                     | 49° 31′ 01″ nord, 2° 22′ 11″ est | « PA00114566 » | Inscrit               | 1951           | Église Saint-Nicolas de Catillon                                  |
| Calvaire de Cauffry                                                | Cauffry                |                              | 49° 19′ 03″ nord, 2° 26′ 55″ est | « PA00114567 » | Classé                | 1932           | Calvaire de Cauffry                                               |
| Église Saint-Aubin de Cauffry                                      | Cauffry                |                              | 49° 19′ 03″ nord, 2° 26′ 55″ est | « PA00114568 » | Classé                | 1930           | Église Saint-Aubin de Cauffry                                     |
| Chapelle de Châteaurouge                                           | Cauvigny               | Place des Fusillers          | 49° 17′ 51″ nord, 2° 15′ 43″ est | « PA00114569 » | Classé                | 1961           | Chapelle de Châteaurouge                                          |
| Église Saint-Martin de Cauvigny                                    | Cauvigny               | rue de Mouy                  | 49° 18′ 05″ nord, 2° 14′ 53″ est | « PA00114570 » | Classé                | 1920           | Église Saint-Martin de Cauvigny                                   |
| Chapelle des Trois-Étots de Cernoy                                 | Cernoy                 |                              | 49° 26′ 54″ nord, 2° 32′ 12″ est | « PA00114571 » | Classé                | 1970           | Chapelle des Trois-Étots de Cernoy                                |
| Château de Bertichères                                             | Chaumont-en-Vexin      | Bertichères                  | 49° 16′ 13″ nord, 1° 51′ 26″ est | « PA60000034 » | Inscrit               | 1999           | Château de Bertichères                                            |
| Église Saint-Jean-Baptiste de Chaumont-en-Vexin                    | Chaumont-en-Vexin      |                              | 49° 15′ 50″ nord, 1° 52′ 53″ est | « PA00114586 » | Classé                | 1913           | Église Saint-Jean-Baptiste de Chaumont-en-Vexin                   |
| Théâtre municipal et ancien couvent des Récollets (hôtel de ville) | Chaumont-en-Vexin      | 45 rue de l'Hôtel-de-ville   | 49° 15′ 45″ nord, 1° 52′ 56″ est | « PA60000108 » | Inscrit               | 2023           | Théâtre municipal et ancien couvent des Récollets(hôtel de ville) |
| Croix de cimetière de Chavençon                                    | Chavençon              | Cimetière                    | 49° 11′ 16″ nord, 1° 59′ 36″ est | « PA00114587 » | Inscrit               | 1937           | Croix de cimetière de Chavençon                                   |
| Chapelle de Chepoix                                                | Chepoix                |                              | 49° 36′ 31″ nord, 2° 23′ 11″ est | « PA60000061 » | Classé                | 2011           | Chapelle de Chepoix                                               |
| Salle voûtée attenante à l'église de Cinqueux                      | Cinqueux               |                              | 49° 18′ 53″ nord, 2° 31′ 35″ est | « PA00114594 » | Inscrit               | 1927           | Salle voûtée attenante à l'église de Cinqueux                     |
| ancien Collège Jean Fernel                                         | Clermont               | rue Eugène Fortin            | 49° 23′ 01″ nord, 2° 24′ 37″ est | « PA60000102 » | Inscrit               | 2021           | Image manquante Téléverser                                        |
| Donjon de Clermont                                                 | Clermont               | Rue du donjon                | 49° 22′ 48″ nord, 2° 25′ 09″ est | « PA00114598 » | Inscrit               | 1950           | Donjon de Clermont                                                |
| Église Saint-Samson de Clermont                                    | Clermont               | Rue de l'église              | 49° 22′ 47″ nord, 2° 25′ 04″ est | « PA00114599 » | Classé                | 1921           | Église Saint-Samson de Clermont                                   |
| Hôtel particulier                                                  | Clermont               | 4 place de l'Hôtel-de-Ville  | 49° 22′ 42″ nord, 2° 24′ 58″ est | « PA60000015 » | Inscrit               | 1998           | Hôtel particulier                                                 |
| Hôtel de ville de Clermont                                         | Clermont               | Place de l'Hôtel de ville    | 49° 22′ 43″ nord, 2° 24′ 57″ est | « PA00114600 » | Classé                | 1875           | Hôtel de ville de Clermont                                        |
| Immeuble                                                           | Clermont               | 28 place de l'Hôtel-de-Ville | 49° 22′ 45″ nord, 2° 25′ 00″ est | « PA00114601 » | Inscrit               | 1946           | Immeuble                                                          |
| Porte Nointel                                                      | Clermont               | Rue de la Porte Nointel      | 49° 22′ 47″ nord, 2° 25′ 06″ est | « PA00114602 » | Classé                | 1937           | Porte Nointel                                                     |
| Sous-préfecture de Clermont                                        | Clermont               | Rue Georges Fleury           | 49° 22′ 34″ nord, 2° 24′ 50″ est | « PA00114603 » | Inscrit               | 1927           | Sous-préfecture de Clermont                                       |
| Château de Corbeil-Cerf                                            | Corbeil-Cerf           |                              | 49° 16′ 54″ nord, 2° 06′ 02″ est | « PA00114642 » | Classé Inscrit Classé | 1966 1992 1994 | Château de Corbeil-Cerf                                           |
| Église Sainte-Honorine de Corbeil-Cerf                             | Corbeil-Cerf           |                              | 49° 16′ 51″ nord, 2° 06′ 10″ est | « PA00114643 » | Inscrit               | 1966           | Église Sainte-Honorine de Corbeil-Cerf                            |
| Château de Courcelles-lès-Gisors                                   | Courcelles-lès-Gisors  | Rue de Boury                 | 49° 15′ 31″ nord, 1° 44′ 26″ est | « PA60000016 » | Inscrit               | 1998           | Château de Courcelles-lès-Gisors                                  |
| Église Notre-Dame-de-l'Assomption de Courcelles-lès-Gisors         | Courcelles-lès-Gisors  | rue de Boury                 | 49° 15′ 31″ nord, 1° 44′ 26″ est | « PA00114646 » | Inscrit               | 1978           | Église Notre-Dame-de-l'Assomption de Courcelles-lès-Gisors        |
| Calvaire de la route de Clermont                                   | Cressonsacq            | D.37, Route de Clermont      | 49° 27′ 25″ nord, 2° 33′ 54″ est | « PA00114667 » | Inscrit               | 1949           | Calvaire de la route de Clermont                                  |
| Château de Cressonsacq                                             | Cressonsacq            |                              | 49° 27′ 34″ nord, 2° 34′ 01″ est | « PA00114668 » | Inscrit               | 1949           | Château de Cressonsacq                                            |
| Église Saint-Martin de Cressonsacq                                 | Cressonsacq            |                              | 49° 27′ 32″ nord, 2° 33′ 59″ est | « PA00135568 » | Inscrit               | 1949           | Église Saint-Martin de Cressonsacq                                |
| Château de Crèvecœur-le-Grand                                      | Crèvecœur-le-Grand     |                              | 49° 36′ 28″ nord, 2° 04′ 38″ est | « PA00114669 » | Inscrit               | 1959           | Château de Crèvecœur-le-Grand                                     |
| Église Saint-Nicolas de Crèvecœur-le-Grand                         | Crèvecœur-le-Grand     |                              | 49° 36′ 30″ nord, 2° 04′ 37″ est | « PA00114670 » | Inscrit               | 1988           | Église Saint-Nicolas de Crèvecœur-le-Grand                        |
| Maison du Chapitre                                                 | Croissy-sur-Celle      | 4 rue de la Gare             | 49° 41′ 52″ nord, 2° 10′ 16″ est | « PA60000085 » | Inscrit               | 2013           | Maison du Chapitre                                                |

### D
| Monument                         | Commune    | Adresse | Coordonnées                      | Notice         | Protection | Date | Illustration                     |
| -------------------------------- | ---------- | ------- | -------------------------------- | -------------- | ---------- | ---- | -------------------------------- |
| Église Saint-Léger de Delincourt | Delincourt |         | 49° 14′ 47″ nord, 1° 49′ 51″ est | « PA00114674 » | Inscrit    | 1926 | Église Saint-Léger de Delincourt |

### E
| Monument                              | Commune         | Adresse              | Coordonnées                      | Notice         | Protection | Date | Illustration                          |
| ------------------------------------- | --------------- | -------------------- | -------------------------------- | -------------- | ---------- | ---- | ------------------------------------- |
| Église Saint-Martin d'Énencourt-Léage | Énencourt-Léage |                      | 49° 18′ 14″ nord, 1° 50′ 47″ est | « PA60000063 » | Inscrit    | 2004 | Église Saint-Martin d'Énencourt-Léage |
| Ferme d'Énencourt-Léage               | Énencourt-Léage | 4 rue de la Tannerie | 49° 18′ 07″ nord, 1° 50′ 44″ est | « PA60000062 » | Inscrit    | 2004 | Ferme d'Énencourt-Léage               |
| Atelier de Pissarro                   | Éragny-sur-Epte | 29 rue Pissarro      | 49° 18′ 48″ nord, 1° 46′ 31″ est | « PA60000017 » | Inscrit    | 1998 | Atelier de Pissarro                   |

### F
| Monument                                              | Commune                 | Adresse             | Coordonnées                      | Notice         | Protection | Date | Illustration                                          |
| ----------------------------------------------------- | ----------------------- | ------------------- | -------------------------------- | -------------- | ---------- | ---- | ----------------------------------------------------- |
| Église Saint-Laurent du Fay-Saint-Quentin             | Le Fay-Saint-Quentin    | Rue de l'Église     | 49° 27′ 09″ nord, 2° 15′ 09″ est | « PA00114682 » | Inscrit    | 1926 | Église Saint-Laurent du Fay-Saint-Quentin             |
| Église Saint-Pierre-et-Saint-Paul de Fitz-James       | Fitz-James              | Rue Jules Ferry     | 49° 23′ 20″ nord, 2° 25′ 59″ est | « PA00114686 » | Inscrit    | 1951 | Église Saint-Pierre-et-Saint-Paul de Fitz-James       |
| Église Saint-Clair de Flavacourt                      | Flavacourt              | Rue de Sérifontaine | 49° 20′ 07″ nord, 1° 49′ 11″ est | « PA00114687 » | Classé     | 1931 | Église Saint-Clair de Flavacourt                      |
| Église Saint-Marcel de Fleury                         | Fleury                  | Rue du Moulin       | 49° 14′ 29″ nord, 1° 58′ 09″ est | « PA00125662 » | Inscrit    | 1993 | Église Saint-Marcel de Fleury                         |
| Cimetière de Fontenay-Torcy                           | Fontenay-Torcy          | Rue de l'Église     | 49° 34′ 06″ nord, 1° 46′ 07″ est | « PA00114692 » | Classé     | 1964 | Cimetière de Fontenay-Torcy                           |
| Église Notre-Dame de Fontenay-Torcy                   | Fontenay-Torcy          | Rue de l'Église     | 49° 34′ 07″ nord, 1° 46′ 06″ est | « PA00114693 » | Classé     | 1930 | Église Notre-Dame de Fontenay-Torcy                   |
| Château de Fosseuse                                   | Fosseuse                |                     | 49° 12′ 36″ nord, 2° 11′ 18″ est | « PA00114993 » | Inscrit    | 1992 | Château de Fosseuse                                   |
| Église Saint-Lucien de Montmille                      | Fouquenies              | Montmille           | 49° 28′ 00″ nord, 2° 02′ 27″ est | « PA00114695 » | Classé     | 1913 | Église Saint-Lucien de Montmille                      |
| Château de Fresneaux-Montchevreuil                    | Fresneaux-Montchevreuil |                     | 49° 17′ 07″ nord, 2° 00′ 30″ est | « PA00114696 » | Inscrit    | 1983 | Château de Fresneaux-Montchevreuil                    |
| Église Saint-Germain de Fresneaux-Montchevreuil       | Fresneaux-Montchevreuil |                     | 49° 16′ 53″ nord, 2° 00′ 14″ est | « PA60000040 » | Inscrit    | 2001 | Église Saint-Germain de Fresneaux-Montchevreuil       |
| Église Notre-Dame-de-l'Assomption de Fresne-Léguillon | Fresne-Léguillon        |                     | 49° 15′ 17″ nord, 1° 59′ 01″ est | « PA00114697 » | Inscrit    | 1927 | Église Notre-Dame-de-l'Assomption de Fresne-Léguillon |
| Église Saint-Fuscien de Frocourt                      | Frocourt                | Rue de l'Église     | 49° 23′ 03″ nord, 2° 05′ 24″ est | « PA60000018 » | Inscrit    | 1998 | Église Saint-Fuscien de Frocourt                      |
| Presbytère de Frocourt                                | Frocourt                | 4 rue des Fêtes     | 49° 23′ 00″ nord, 2° 05′ 13″ est | « PA60000029 » | Inscrit    | 2000 | Presbytère de Frocourt                                |

### G
| Monument                             | Commune       | Adresse | Coordonnées                      | Notice         | Protection | Date | Illustration                         |
| ------------------------------------ | ------------- | ------- | -------------------------------- | -------------- | ---------- | ---- | ------------------------------------ |
| Collégiale Saint-Pierre de Gerberoy  | Gerberoy      |         | 49° 32′ 02″ nord, 1° 50′ 57″ est | « PA00114702 » | Inscrit    | 1984 | Collégiale Saint-Pierre de Gerberoy  |
| Ferme de Vidame                      | Gerberoy      |         | 49° 32′ 22″ nord, 1° 51′ 47″ est | « PA00114584 » | Inscrit    | 1986 | Ferme de Vidame                      |
| Moulin de Gerberoy                   | Gerberoy      |         | 49° 32′ 22″ nord, 1° 51′ 48″ est | « PA00114585 » | Inscrit    | 1986 | Moulin de Gerberoy                   |
| Église Saint-Gilles de Grandvilliers | Grandvilliers |         | 49° 39′ 55″ nord, 1° 56′ 26″ est | « PA00114708 » | Inscrit    | 1927 | Église Saint-Gilles de Grandvilliers |
| Moulin de Pierre                     | Grez          |         | 49° 38′ 26″ nord, 1° 57′ 44″ est | « PA60000036 » | Inscrit    | 2001 | Image manquante Téléverser           |
| Église Saint-Aubin de Guignecourt    | Guignecourt   |         | 49° 28′ 57″ nord, 2° 07′ 48″ est | « PA60000007 » | Classé     | 2012 | Église Saint-Aubin de Guignecourt    |
| Grange dîmière                       | Guignecourt   |         | 49° 28′ 57″ nord, 2° 07′ 46″ est | « PA60000092 » | Inscrit    | 2015 | Image manquante Téléverser           |

### H
| Monument                                         | Commune                    | Adresse                  | Coordonnées                      | Notice         | Protection     | Date      | Illustration                                     |
| ------------------------------------------------ | -------------------------- | ------------------------ | -------------------------------- | -------------- | -------------- | --------- | ------------------------------------------------ |
| Église Saint-Martin d'Hadancourt-le-Haut-Clocher | Hadancourt-le-Haut-Clocher |                          | 49° 11′ 04″ nord, 1° 51′ 27″ est | « PA00114709 » | Classé         | 1922      | Église Saint-Martin d'Hadancourt-le-Haut-Clocher |
| Église Notre-Dame du Hamel                       | Le Hamel                   |                          | 49° 38′ 55″ nord, 1° 59′ 28″ est | « PA60000031 » | Classé         | 2007      | Église Notre-Dame du Hamel                       |
| Château d'Hannaches                              | Hannaches                  |                          | 49° 29′ 55″ nord, 1° 48′ 25″ est | « PA00114710 » | Inscrit Classé | 1987 1991 | Château d'Hannaches                              |
| Boutique de tisserand d'Hardivillers             | Hardivillers               | 15 rue des Jardins       | 49° 36′ 58″ nord, 2° 13′ 30″ est | « PA00114994 » | Inscrit        | 1992      | Image manquante Téléverser                       |
| Maison à pan de bois                             | Haute-Épine                | 25, 27 rue du Grand-Bout | 49° 35′ 09″ nord, 2° 00′ 31″ est | « PA00132913 » | Inscrit        | 1994      | Image manquante Téléverser                       |
| Château de Mouchy-le-Châtel                      | Heilles                    |                          | 49° 19′ 40″ nord, 2° 15′ 14″ est | « PA60000078 » | Classé         | 1960      | Château de Mouchy-le-Châtel                      |
| Église Saint-Martin de Heilles                   | Heilles                    |                          | 49° 20′ 05″ nord, 2° 16′ 09″ est | « PA00125663 » | Inscrit        | 1993      | Église Saint-Martin de Heilles                   |
| Château d'Hénonville                             | Hénonville                 |                          | 49° 12′ 23″ nord, 2° 03′ 12″ est | « PA00114712 » | Classé         | 1960      | Château d'Hénonville                             |
| Croix d'Hénonville                               | Hénonville                 | Place de l'Église        | 49° 12′ 28″ nord, 2° 03′ 05″ est | « PA00114713 » | Classé         | 1922      | Croix d'Hénonville                               |
| Abbaye de Froidmont                              | Hermes                     |                          | 49° 22′ 44″ nord, 2° 15′ 44″ est | « PA00114714 » | Inscrit Classé | 1988 1995 | Abbaye de Froidmont                              |
| Église Saint-Vincent d'Hermes                    | Hermes                     |                          | 49° 21′ 22″ nord, 2° 14′ 43″ est | « PA00114715 » | Inscrit        | 1927      | Église Saint-Vincent d'Hermes                    |
| Église Saint-Denis d'Hodenc-en-Bray              | Hodenc-en-Bray             |                          | 49° 27′ 59″ nord, 1° 53′ 55″ est | « PA00114716 » | Classé         | 1995      | Église Saint-Denis d'Hodenc-en-Bray              |
| Église Saint-Aignan d'Hondainville               | Hondainville               |                          | 49° 20′ 25″ nord, 2° 17′ 58″ est | « PA00114717 » | Inscrit        | 1980      | Église Saint-Aignan d'Hondainville               |

### J
| Monument                                              | Commune          | Adresse                    | Coordonnées                      | Notice         | Protection | Date      | Illustration                                          |
| ----------------------------------------------------- | ---------------- | -------------------------- | -------------------------------- | -------------- | ---------- | --------- | ----------------------------------------------------- |
| Château de Théribus                                   | Jouy-sous-Thelle | rue du château de Théribus | 49° 18′ 28″ nord, 1° 59′ 16″ est | « PA60000070 » | Inscrit    | 2007      | Château de Théribus                                   |
| Église Saint-Pierre-et-Saint-Paul de Jouy-sous-Thelle | Jouy-sous-Thelle | Rue de la Poste            | 49° 19′ 04″ nord, 1° 58′ 17″ est | « PA00114722 » | Classé     | 1921 1932 | Église Saint-Pierre-et-Saint-Paul de Jouy-sous-Thelle |

### L
| Monument                                          | Commune                  | Adresse | Coordonnées                      | Notice         | Protection      | Date      | Illustration                                      |
| ------------------------------------------------- | ------------------------ | ------- | -------------------------------- | -------------- | --------------- | --------- | ------------------------------------------------- |
| Église Notre-Dame de Lachapelle-sous-Gerberoy     | Lachapelle-sous-Gerberoy |         | 49° 32′ 14″ nord, 1° 52′ 04″ est | « PA60000082 » | Inscrit Inscrit | 2011 2011 | Église Notre-Dame de Lachapelle-sous-Gerberoy     |
| Fours de la Crapaudière                           | Lachapelle-aux-Pots      |         | 49° 26′ 54″ nord, 1° 53′ 39″ est | « PA60000032 » | Inscrit         | 2000 2002 | Image manquante Téléverser                        |
| Commanderie de Laigneville                        | Laigneville              |         | 49° 17′ 38″ nord, 2° 26′ 45″ est | « PA00114724 » | Inscrit         | 1988      | Commanderie de Laigneville                        |
| Église Saint-Remi de Laigneville                  | Laigneville              |         | 49° 17′ 15″ nord, 2° 26′ 41″ est | « PA00114725 » | Classé          | 1911      | Église Saint-Remi de Laigneville                  |
| Château de Saint-Cyr                              | Lavilletertre            |         | 49° 10′ 47″ nord, 1° 57′ 12″ est | « PA00114726 » | Inscrit         | 1969      | Château de Saint-Cyr                              |
| Église Notre-Dame-de-la-Nativité de Lavilletertre | Lavilletertre            |         | 49° 11′ 43″ nord, 1° 55′ 43″ est | « PA00114727 » | Classé          | 1862      | Église Notre-Dame-de-la-Nativité de Lavilletertre |
| Église Saint-Éloi de Léglantiers chœur, clocher   | Léglantiers              |         | 49° 29′ 45″ nord, 2° 32′ 04″ est | « PA00114728 » | Inscrit         | 1927      | Église Saint-Éloi de Léglantierschœur, clocher    |
| Château de la Rochefoucauld                       | Liancourt                |         | 49° 19′ 39″ nord, 2° 27′ 42″ est | « PA00114729 » | Inscrit         | 1930      | Château de la Rochefoucauld                       |
| Église Saint-Martin de Lierville                  | Lierville                |         | 49° 11′ 24″ nord, 1° 52′ 57″ est | « PA00114730 » | Inscrit         | 1969      | Église Saint-Martin de Lierville                  |
| Église Saint-Lucien de Litz                       | Litz                     |         | 49° 25′ 01″ nord, 2° 19′ 47″ est | « PA60000048 » | Inscrit         | 2002      | Église Saint-Lucien de Litz                       |
| Prieuré de Wariville                              | Litz                     |         | 49° 26′ 14″ nord, 2° 19′ 59″ est | « PA60000065 » | Inscrit         | 2006      | Image manquante Téléverser                        |

### M
| Monument                                              | Commune              | Adresse                                  | Coordonnées                      | Notice         | Protection | Date | Illustration                                          |
| ----------------------------------------------------- | -------------------- | ---------------------------------------- | -------------------------------- | -------------- | ---------- | ---- | ----------------------------------------------------- |
| Chapelle Sainte-Marie-Madeleine de Maignelay-Montigny | Maignelay-Montigny   | Route de Tricot                          | 49° 33′ 15″ nord, 2° 31′ 37″ est | « PA00114732 » | Classé     | 1922 | Chapelle Sainte-Marie-Madeleine de Maignelay-Montigny |
| Château de Maignelay-Montigny                         | Maignelay-Montigny   |                                          | 49° 33′ 14″ nord, 2° 31′ 11″ est | « PA60000056 » | Inscrit    | 2004 | Château de Maignelay-Montigny                         |
| Calvaire du Bouquet de l'église                       | Maignelay-Montigny   | Le Bouquet de l'Église route de Montigny | 49° 32′ 58″ nord, 2° 30′ 57″ est | « PA00114733 » | Classé     | 1922 | Calvaire du Bouquet de l'église                       |
| Église Sainte-Marie-Madeleine de Maignelay            | Maignelay-Montigny   | Maignelay                                | 49° 33′ 13″ nord, 2° 31′ 16″ est | « PA00114734 » | Classé     | 1862 | Église Sainte-Marie-Madeleine de Maignelay            |
| Église Saint-Martin de Montigny                       | Maignelay-Montigny   | Montigny                                 | 49° 32′ 36″ nord, 2° 30′ 33″ est | « PA00114735 » | Classé     | 1919 | Église Saint-Martin de Montigny                       |
| Église Saint-Martin de Maimbeville                    | Maimbeville          |                                          | 49° 24′ 54″ nord, 2° 31′ 14″ est | « PA00114736 » | Classé     | 1950 | Église Saint-Martin de Maimbeville                    |
| Croix de Ménévillers                                  | Ménévillers          | Place de l'Église                        | 49° 31′ 15″ nord, 2° 36′ 18″ est | « PA00114745 » | Classé     | 1896 | Croix de Ménévillers                                  |
| Musée de la nacre et de la tabletterie                | Méru                 | 47 rue Roger-Salengro                    | 49° 14′ 18″ nord, 2° 08′ 17″ est | « PA00132914 » | Inscrit    | 1994 | Musée de la nacre et de la tabletterie                |
| Château de Théribus                                   | Le Mesnil-Théribus   | rue du château de Théribus               | 49° 18′ 28″ nord, 1° 59′ 16″ est | « PA60000071 » | Inscrit    | 2007 | Château de Théribus                                   |
| Église Saint-Denis de Mogneville                      | Mogneville           |                                          | 49° 18′ 54″ nord, 2° 28′ 21″ est | « PA00114748 » | Classé     | 1937 | Église Saint-Denis de Mogneville                      |
| Église Saint-Martin de Marquemont                     | Monneville           |                                          | 49° 13′ 21″ nord, 1° 58′ 29″ est | « PA00114750 » | Classé     | 1934 | Église Saint-Martin de Marquemont                     |
| Calvaire de Montgérain                                | Montgérain           |                                          | 49° 32′ 14″ nord, 2° 34′ 32″ est | « PA00114755 » | Classé     | 1892 | Calvaire de Montgérain                                |
| Château de Montherlant                                | Montherlant          |                                          | 49° 16′ 41″ nord, 2° 02′ 57″ est | « PA60000050 » | Inscrit    | 2003 | Château de Montherlant                                |
| Église de l'Assomption de Montherlant                 | Montherlant          |                                          | 49° 16′ 37″ nord, 2° 02′ 51″ est | « PA00114756 » | Inscrit    | 1970 | Église de l'Assomption de Montherlant                 |
| Église Saint-Martin de Montjavoult                    | Montjavoult          |                                          | 49° 12′ 53″ nord, 1° 47′ 02″ est | « PA00114757 » | Classé     | 1913 | Église Saint-Martin de Montjavoult                    |
| Ferme de Poneaux                                      | Montreuil-sur-Brêche | 41 rue du Cayen                          | 49° 30′ 21″ nord, 2° 16′ 42″ est | « PA00114759 » | Inscrit    | 1969 | Ferme de Poneaux                                      |
| Ferme seigneuriale                                    | Le Mont-Saint-Adrien | 79 route de Saint-Paul                   | 49° 26′ 41″ nord, 2° 00′ 17″ est | « PA60000097 » | Inscrit    | 2015 | Ferme seigneuriale                                    |
| Manoir de Morvillers                                  | Morvillers           | 10 rue de Monsures                       | 49° 35′ 03″ nord, 1° 52′ 21″ est | « PA60000064 » | Inscrit    | 2006 | Manoir de Morvillers                                  |
| Château de Mouchy-le-Châtel                           | Mouchy-le-Châtel     |                                          | 49° 19′ 40″ nord, 2° 15′ 14″ est | « PA60000079 » | Inscrit    | 2009 | Château de Mouchy-le-Châtel                           |
| Église Saint-Léger de Mouy                            | Mouy                 |                                          | 49° 19′ 13″ nord, 2° 19′ 14″ est | « PA00114765 » | Classé     | 1936 | Église Saint-Léger de Mouy                            |
| Maison Bordez-Greber                                  | Mouy                 |                                          | 49° 19′ 17″ nord, 2° 19′ 22″ est | « PA00114989 » | Inscrit    | 1990 | Maison Bordez-Greber                                  |

### N
| Monument                                                   | Commune               | Adresse                   | Coordonnées                      | Notice         | Protection     | Date      | Illustration                                               |
| ---------------------------------------------------------- | --------------------- | ------------------------- | -------------------------------- | -------------- | -------------- | --------- | ---------------------------------------------------------- |
| Commanderie de Neuilly-sous-Clermont                       | Neuilly-sous-Clermont |                           | 49° 20′ 45″ nord, 2° 24′ 48″ est | « PA00114774 » | Classé Inscrit | 1913 2013 | Commanderie de Neuilly-sous-Clermont                       |
| Église Notre-Dame-et-Saint-Fiacre de Neuilly-sous-Clermont | Neuilly-sous-Clermont |                           | 49° 20′ 38″ nord, 2° 24′ 44″ est | « PA00114775 » | Classé         | 1933      | Église Notre-Dame-et-Saint-Fiacre de Neuilly-sous-Clermont |
| Église Saint-Nicolas de La Neuville-d'Aumont               | La Neuville-d'Aumont  |                           | 49° 18′ 41″ nord, 2° 06′ 13″ est | « PA00114776 » | Inscrit        | 1970      | Église Saint-Nicolas de La Neuville-d'Aumont               |
| Couvent des Cordeliers de Notre-Dame-de-la-Garde porche    | La Neuville-en-Hez    |                           | 49° 23′ 53″ nord, 2° 19′ 34″ est | « PA00114777 » | Inscrit        | 1951      | Couvent des Cordeliers de Notre-Dame-de-la-Gardeporche     |
| Église Notre-Dame de la Nativité de La Neuville-en-Hez     | La Neuville-en-Hez    |                           | 49° 24′ 14″ nord, 2° 19′ 35″ est | « PA00114778 » | Inscrit        | 1927      | Église Notre-Dame de la Nativité de La Neuville-en-Hez     |
| Église Saint-Médard de La Neuville-Roy                     | La Neuville-Roy       |                           | 49° 28′ 54″ nord, 2° 34′ 39″ est | « PA00114779 » | Inscrit        | 1949      | Église Saint-Médard de La Neuville-Roy                     |
| Camp de César                                              | Nointel               |                           | 49° 21′ 40″ nord, 2° 28′ 23″ est | « PA00114783 » | Classé         | 1937      | Image manquante Téléverser                                 |
| Église Saint-Vaast de Nointel                              | Nointel               | Impasse de l'Église       | 49° 22′ 22″ nord, 2° 28′ 56″ est | « PA00114784 » | Inscrit        | 1927      | Église Saint-Vaast de Nointel                              |
| Ferme du marquisat de Nointel                              | Nointel               | 15 place de la Mairie     | 49° 22′ 26″ nord, 2° 29′ 07″ est | « PA00114995 » | Inscrit        | 1992      | Ferme du marquisat de Nointel                              |
| Église Notre-Dame de Noroy                                 | Noroy                 | Rue Saint-Jean-des-Pleurs | 49° 26′ 55″ nord, 2° 30′ 08″ est | « PA00114785 » | Inscrit        | 1949      | Église Notre-Dame de Noroy                                 |

### P
| Monument                         | Commune                    | Adresse           | Coordonnées                      | Notice         | Protection     | Date | Illustration                     |
| -------------------------------- | -------------------------- | ----------------- | -------------------------------- | -------------- | -------------- | ---- | -------------------------------- |
| Église Saint-Denis de Paillart   | Paillart                   | Place de la Motte | 49° 40′ 04″ nord, 2° 19′ 24″ est | « PA00114983 » | Classé         | 1992 | Église Saint-Denis de Paillart   |
| Château d'Alincourt              | Parnes                     |                   | 49° 11′ 10″ nord, 1° 45′ 43″ est | « PA00114801 » | Classé         | 1944 | Château d'Alincourt              |
| Église Saint-Josse de Parnes     | Parnes                     |                   | 49° 12′ 13″ nord, 1° 44′ 15″ est | « PA00114802 » | Classé         | 1913 | Église Saint-Josse de Parnes     |
| Porte                            | Le Plessier-sur-Saint-Just | Rue de Compiègne  | 49° 30′ 33″ nord, 2° 27′ 03″ est | « PA00114809 » | Inscrit        | 1951 | Porte                            |
| Porte                            | Le Plessier-sur-Saint-Just | 25 rue du Moulin  | 49° 30′ 35″ nord, 2° 27′ 06″ est | « PA00114810 » | Inscrit        | 1951 | Porte                            |
| Église Saint-Remi de Ponchon     | Ponchon                    |                   | 49° 20′ 52″ nord, 2° 11′ 43″ est | « PA00114813 » | Classé Inscrit | 1980 | Église Saint-Remi de Ponchon     |
| Château de Sarcus                | Pouilly                    |                   | 49° 16′ 12″ nord, 2° 01′ 35″ est | « PA60000022 » | Inscrit        | 1999 | Château de Sarcus                |
| Château de Pronleroy             | Pronleroy                  |                   | 49° 28′ 09″ nord, 2° 32′ 56″ est | « PA00114821 » | Inscrit        | 1949 | Château de Pronleroy             |
| Église Saint-Fiacre de Pronleroy | Pronleroy                  |                   | 49° 28′ 14″ nord, 2° 32′ 55″ est | « PA00114822 » | Inscrit        | 1949 | Église Saint-Fiacre de Pronleroy |

### R
| Monument                                   | Commune             | Adresse                         | Coordonnées                      | Notice         | Protection     | Date      | Illustration                               |
| ------------------------------------------ | ------------------- | ------------------------------- | -------------------------------- | -------------- | -------------- | --------- | ------------------------------------------ |
| Église Saint-Georges d'Uny-Saint-Georges   | Rantigny            | Uny-Saint-Georges               | 49° 20′ 15″ nord, 2° 26′ 21″ est | « PA00114825 » | Inscrit        | 1927      | Église Saint-Georges d'Uny-Saint-Georges   |
| Église Notre-Dame de Ravenel               | Ravenel             | Rue de l'église/Rue de Breteuil | 49° 30′ 46″ nord, 2° 30′ 07″ est | « PA00114829 » | Classé         | 1919      | Église Notre-Dame de Ravenel               |
| Chapelle de Saint-Germer                   | Reilly              |                                 | 49° 14′ 37″ nord, 1° 50′ 48″ est | « PA00114830 » | Inscrit        | 1929      | Chapelle de Saint-Germer                   |
| Église Saint-Martin de Reilly              | Reilly              |                                 | 49° 14′ 36″ nord, 1° 50′ 48″ est | « PA00114831 » | Inscrit        | 1929      | Église Saint-Martin de Reilly              |
| Église Saint-Gengon de Rémérangles         | Rémérangles         | Grande Rue                      | 49° 26′ 49″ nord, 2° 17′ 07″ est | « PA00114832 » | Inscrit        | 1927      | Église Saint-Gengon de Rémérangles         |
| Église Notre-Dame de Ressons-l'Abbaye      | Ressons-l'Abbaye    |                                 | 49° 18′ 04″ nord, 2° 05′ 27″ est | « PA00132915 » | Inscrit        | 1994      | Église Notre-Dame de Ressons-l'Abbaye      |
| Grange de Mauregard                        | Reuil-sur-Brêche    |                                 | 49° 30′ 44″ nord, 2° 14′ 31″ est | « PA00114836 » | Inscrit        | 1988      | Grange de Mauregard                        |
| Église Saint-Denis de Rieux                | Rieux               |                                 | 49° 18′ 02″ nord, 2° 31′ 07″ est | « PA00114839 » | Inscrit        | 1926      | Église Saint-Denis de Rieux                |
| Château de Verderonne                      | Rosoy               |                                 | 49° 19′ 58″ nord, 2° 29′ 37″ est | « PA60000059 » | Classé Inscrit | 1984 2008 | Château de Verderonne                      |
| Église Saint-Martin de Rousseloy           | Rousseloy           |                                 | 49° 18′ 00″ nord, 2° 23′ 42″ est | « PA00114843 » | Classé         | 1927      | Église Saint-Martin de Rousseloy           |
| Abbaye de Lannoy                           | Roy-Boissy          |                                 | 49° 35′ 29″ nord, 1° 54′ 43″ est | « PA00114844 » | Inscrit        | 1988 2002 | Abbaye de Lannoy                           |
| Moulin Vertu                               | Roy-Boissy          |                                 | 49° 35′ 00″ nord, 1° 55′ 25″ est | « PA00114984 » | Inscrit        | 1990      | Moulin Vertu                               |
| Église Saint-Lucien de La Rue-Saint-Pierre | La Rue-Saint-Pierre |                                 | 49° 24′ 34″ nord, 2° 18′ 12″ est | « PA00114846 » | Classé         | 1943      | Église Saint-Lucien de La Rue-Saint-Pierre |

### S
| Monument                                                           | Commune                  | Adresse                         | Coordonnées                      | Notice                        | Protection     | Date                      | Illustration                                                       |
| ------------------------------------------------------------------ | ------------------------ | ------------------------------- | -------------------------------- | ----------------------------- | -------------- | ------------------------- | ------------------------------------------------------------------ |
| Église Saint-André de Saint-André-Farivillers                      | Saint-André-Farivillers  |                                 | 49° 34′ 54″ nord, 2° 18′ 12″ est | « PA00114997 »                | Inscrit        | 1992                      | Église Saint-André de Saint-André-Farivillers                      |
| Prieuré de Saint-Arnoult                                           | Saint-Arnoult            |                                 | 49° 37′ 53″ nord, 1° 49′ 22″ est | « PA00114851 »                | Inscrit        | 1988                      | Prieuré de Saint-Arnoult                                           |
| Église Saint-Crépin-et-Saint-Crépinien de Saint-Crépin-Ibouvillers | Saint-Crépin-Ibouvillers |                                 | 49° 15′ 46″ nord, 2° 04′ 03″ est | « PA00114854 »                | Classé         | 1932                      | Église Saint-Crépin-et-Saint-Crépinien de Saint-Crépin-Ibouvillers |
| Ferme de Troussures                                                | Sainte-Eusoye            |                                 | 49° 33′ 45″ nord, 2° 14′ 38″ est | « PA00114979 »                | Inscrit        | 1989                      | Ferme de Troussures                                                |
| Église Sainte-Geneviève de Sainte-Geneviève                        | Sainte-Geneviève         | Rue du Canton de Beaupreau      | 49° 17′ 22″ nord, 2° 11′ 50″ est | « PA00114858 »                | Inscrit        | 1983                      | Église Sainte-Geneviève de Sainte-Geneviève                        |
| Brosserie Autin                                                    | Saint-Félix              | Rue du Moulin                   | 49° 20′ 35″ nord, 2° 16′ 56″ est | « PA00114985 »                | Inscrit        | 1990                      | Brosserie Autin                                                    |
| Église Saint-Félix de Saint-Félix                                  | Saint-Félix              |                                 | 49° 21′ 00″ nord, 2° 16′ 52″ est | « PA00114857 »                | Inscrit        | 1960                      | Église Saint-Félix de Saint-Félix                                  |
| Abbaye Saint-Germer-de-Fly                                         | Saint-Germer-de-Fly      |                                 | 49° 26′ 36″ nord, 1° 46′ 50″ est | « PA00114859 » « PA00114860 » | Classé Inscrit | 1840 1930 (annulé) / 1983 | Abbaye Saint-Germer-de-Fly                                         |
| Sainte-Chapelle                                                    | Saint-Germer-de-Fly      |                                 | 49° 26′ 37″ nord, 1° 46′ 52″ est | « PA00114860 »                | Classé         | 1840                      | Sainte-Chapelle                                                    |
| Abbaye de Saint-Martin-aux-Bois                                    | Saint-Martin-aux-Bois    |                                 | 49° 31′ 22″ nord, 2° 34′ 14″ est | « PA00114868 »                | Classé Inscrit | 1840 1984                 | Abbaye de Saint-Martin-aux-Bois                                    |
| Château de Flambermont                                             | Saint-Martin-le-Nœud     | Rue des Malades                 | 49° 24′ 01″ nord, 2° 03′ 22″ est | « PA60000067 »                | Inscrit        | 2007 2012                 | Château de Flambermont                                             |
| Château de Monceaux                                                | Saint-Omer-en-Chaussée   |                                 | 49° 31′ 11″ nord, 2° 00′ 16″ est | « PA00114870 »                | Classé         | 1970                      | Château de Monceaux                                                |
| Abbatiale Saint-Paul de Saint-Paul                                 | Saint-Paul               | Rue de l'Abbaye                 | 49° 25′ 43″ nord, 2° 00′ 25″ est | « PA00114871 »                | Inscrit        | 1933                      | Abbatiale Saint-Paul de Saint-Paul                                 |
| Hôtellerie des Dames                                               | Saint-Paul               | Rue de l'Abbaye                 | 49° 25′ 45″ nord, 2° 00′ 26″ est | « PA00114872 »                | Inscrit        | 1935                      | Hôtellerie des Dames                                               |
| Château de Saint-Remy-en-l'Eau                                     | Saint-Remy-en-l'Eau      |                                 | 49° 27′ 57″ nord, 2° 25′ 39″ est | « PA00114874 »                | Inscrit        | 1987                      | Château de Saint-Remy-en-l'Eau                                     |
| Pressoir de Saint-Thibault                                         | Saint-Thibault           | 51 rue Anicet-Corniquet         | 49° 41′ 59″ nord, 1° 50′ 30″ est | « PA00114998 »                | Inscrit        | 1992                      | Image manquante Téléverser                                         |
| Ferme du Wallon                                                    | Sarcus                   |                                 | 49° 40′ 09″ nord, 1° 53′ 26″ est | « PA00114986 »                | Inscrit        | 1990                      | Image manquante Téléverser                                         |
| Château de Serans                                                  | Serans                   |                                 | 49° 11′ 14″ nord, 1° 49′ 42″ est | « PA60000008 »                | Inscrit        | 1997                      | Château de Serans                                                  |
| Église Saint-Denis de Serans                                       | Serans                   |                                 | 49° 11′ 14″ nord, 1° 49′ 56″ est | « PA00114910 »                | Classé         | 1908                      | Église Saint-Denis de Serans                                       |
| Église Saint-Denis de Sérifontaine                                 | Sérifontaine             |                                 | 49° 21′ 15″ nord, 1° 46′ 09″ est | « PA00114911 »                | Classé         | 1928                      | Église Saint-Denis de Sérifontaine                                 |
| Chapelle Saint-Blaise de Tillard                                   | Silly-Tillard            | Tillard                         | 49° 20′ 03″ nord, 2° 10′ 18″ est | « PA00114912 »                | Classé         | 1909                      | Chapelle Saint-Blaise de Tillard                                   |
| Église Saint-Martin de Silly                                       | Silly-Tillard            | Silly                           | 49° 19′ 28″ nord, 2° 09′ 46″ est | « PA00114913 »                | Inscrit        | 1929                      | Église Saint-Martin de Silly                                       |
| Église Saint-Aubin de Sommereux                                    | Sommereux                | Rue Chantal Garuzel             | 49° 40′ 50″ nord, 1° 59′ 34″ est | « PA00114914 »                | Classé         | 1913                      | Église Saint-Aubin de Sommereux                                    |
| Halle de Songeons                                                  | Songeons                 | Place de la Halle               | 49° 32′ 58″ nord, 1° 51′ 13″ est | « PA00114915 »                | Inscrit        | 1988                      | Halle de Songeons                                                  |
| Mairie de Songeons                                                 | Songeons                 | 24 rue du Maréchal de Boufflers | 49° 32′ 52″ nord, 1° 51′ 17″ est | « PA00114916 »                | Inscrit        | 1988                      | Mairie de Songeons                                                 |

### T
| Monument                                | Commune       | Adresse                  | Coordonnées                      | Notice         | Protection     | Date           | Illustration                            |
| --------------------------------------- | ------------- | ------------------------ | -------------------------------- | -------------- | -------------- | -------------- | --------------------------------------- |
| Château de Tartigny                     | Tartigny      |                          | 49° 38′ 07″ nord, 2° 21′ 34″ est | « PA60000010 » | Inscrit        | 1998           | Château de Tartigny                     |
| Église Saint-Ouen de Therdonne          | Therdonne     | Rue du Général de Gaulle | 49° 25′ 18″ nord, 2° 08′ 42″ est | « PA00114917 » | Classé         | 1913           | Église Saint-Ouen de Therdonne          |
| Église Saint-Pierre de Thibivillers     | Thibivillers  |                          | 49° 18′ 03″ nord, 1° 54′ 01″ est | « PA00114918 » | Inscrit        | 1972           | Église Saint-Pierre de Thibivillers     |
| Église Notre-Dame de Tricot             | Tricot        |                          | 49° 33′ 42″ nord, 2° 35′ 16″ est | « PA00114924 » | Classé         | 1922           | Église Notre-Dame de Tricot             |
| Château de Trie                         | Trie-Château  |                          | 49° 17′ 06″ nord, 1° 49′ 17″ est | « PA00114925 » | Inscrit        | 1956           | Château de Trie                         |
| Dolmen des Trois Pierres                | Trie-Château  | La Garenne               | 49° 16′ 24″ nord, 1° 49′ 43″ est | « PA00114926 » | Classé         | 1862           | Dolmen des Trois Pierres                |
| Église Sainte-Madeleine de Trie-Château | Trie-Château  |                          | 49° 17′ 05″ nord, 1° 49′ 22″ est | « PA00114927 » | Classé         | 1862           | Église Sainte-Madeleine de Trie-Château |
| Hôtel de ville de Trie-Château          | Trie-Château  |                          | 49° 17′ 04″ nord, 1° 49′ 20″ est | « PA00114928 » | Classé         | 1862           | Hôtel de ville de Trie-Château          |
| Porte fortifiée                         | Trie-Château  | R.N. 181                 | 49° 17′ 11″ nord, 1° 49′ 12″ est | « PA00114929 » | Classé         | 1936           | Porte fortifiée                         |
| Tour d'enceinte de Trie-Château         | Trie-Château  | 3 place de l'Église      | 49° 17′ 06″ nord, 1° 49′ 20″ est | « PA00114930 » | Inscrit        | 1958           | Image manquante Téléverser              |
| Manoir d'Illioré                        | Trie-la-Ville |                          | 49° 16′ 36″ nord, 1° 50′ 24″ est | « PA60000051 » | Inscrit        | 2003           | Image manquante Téléverser              |
| Château de Troissereux                  | Troissereux   |                          | 49° 28′ 38″ nord, 2° 02′ 23″ est | « PA00114931 » | Classé Inscrit | 1983 1992 2003 | Château de Troissereux                  |

### V
| Monument                                             | Commune                | Adresse                                     | Coordonnées                      | Notice         | Protection     | Date      | Illustration                                         |
| ---------------------------------------------------- | ---------------------- | ------------------------------------------- | -------------------------------- | -------------- | -------------- | --------- | ---------------------------------------------------- |
| Église Notre-Dame de Valdampierre                    | Valdampierre           |                                             | 49° 18′ 15″ nord, 2° 03′ 06″ est | « PA00114935 » | Inscrit        | 1970      | Église Notre-Dame de Valdampierre                    |
| Église Saint-Gervais-et-Saint-Protais de Vaudancourt | Vaudancourt            | Rue de la Vieille Côte                      | 49° 14′ 02″ nord, 1° 45′ 21″ est | « PA00125666 » | Inscrit        | 1993      | Église Saint-Gervais-et-Saint-Protais de Vaudancourt |
| Église Saint-Martin de Vendeuil-Caply                | Vendeuil-Caply         |                                             | 49° 37′ 15″ nord, 2° 18′ 11″ est | « PA00114987 » | Inscrit        | 1990      | Église Saint-Martin de Vendeuil-Caply                |
| Théâtre antique de Vendeuil-Caply                    | Vendeuil-Caply         | La Vallée Saint-Denis                       | 49° 36′ 29″ nord, 2° 18′ 03″ est | « PA00114939 » | Classé         | 1982      | Théâtre antique de Vendeuil-Caply                    |
| Château de Verderonne                                | Verderonne             | 4 place des Tilleuls 7bis, 9 rue du Château | 49° 19′ 58″ nord, 2° 29′ 37″ est | « PA00114946 » | Classé Inscrit | 1984 2008 | Château de Verderonne                                |
| Ferme du Boulanc                                     | Verderonne             |                                             | 49° 19′ 54″ nord, 2° 29′ 39″ est | « PA60000076 » | Inscrit        | 2008      | Image manquante Téléverser                           |
| Dolmen de la Pierre aux Fées                         | Villers-Saint-Sépulcre |                                             | 49° 22′ 02″ nord, 2° 12′ 05″ est | « PA00114962 » | Classé         | 1889      | Dolmen de la Pierre aux Fées                         |
| Château de Mercastel                                 | Villers-Vermont        |                                             | 49° 34′ 57″ nord, 1° 43′ 16″ est | « PA00114965 » | Inscrit        | 1966      | Château de Mercastel                                 |
| Moulin des Clos Guidon                               | Vrocourt               |                                             | 49° 31′ 56″ nord, 1° 52′ 41″ est | « PA00114988 » | Inscrit        | 1990      | Image manquante Téléverser                           |

### W
| Monument                            | Commune | Adresse | Coordonnées                      | Notice         | Protection | Date | Illustration                        |
| ----------------------------------- | ------- | ------- | -------------------------------- | -------------- | ---------- | ---- | ----------------------------------- |
| Chapelle Saint-Séverin de Merlemont | Warluis |         | 49° 23′ 09″ nord, 2° 10′ 47″ est | « PA00114999 » | Classé     | 1993 | Chapelle Saint-Séverin de Merlemont |
| Château de l'Épine                  | Warluis |         | 49° 22′ 38″ nord, 2° 09′ 30″ est | « PA60000083 » | Inscrit    | 2012 | Château de l'Épine                  |
| Château de Merlemont                | Warluis |         | 49° 23′ 28″ nord, 2° 10′ 07″ est | « PA00114973 » | Inscrit    | 1979 | Château de Merlemont                |
| Église Saint-Lucien de Warluis      | Warluis |         | 49° 23′ 25″ nord, 2° 08′ 28″ est | « PA00114974 » | Inscrit    | 1986 | Église Saint-Lucien de Warluis      |